# Dipseudopsis collaris
Dipseudopsis collaris är en nattsländeart som beskrevs av Mclachlan 1863. Dipseudopsis collaris ingår i släktet Dipseudopsis och familjen Dipseudopsidae. Inga underarter finns listade i Catalogue of Life.